# Euzébio
Carlos de Jesús Euzébio fue un futbolista brasileño. Compañero de Pelé en el Santos en 1973.

## Clubes
| Club                       | País   | Año       |
| -------------------------- | ------ | --------- |
| Santos                     | Brasil | 1972-1974 |
| Universidad de Guadalajara | México | 1974-1982 |
| Monterrey                  | México | 1982-1983 |
| León                       | México | 1983-1984 |